# Aurel Rău
Aurel Rău (n. 9 noiembrie 1930, Josenii Bârgăului, Bistrița-Năsăud, România) este un poet, prozator, traducător și eseist din România.
Născut din părinți agricultori, Aurel Rău a urmat liceul la Năsăud, Bistrița și Cluj. După terminarea Facultății de Filologie din Cluj (1953), lucrează ca redactor la revista „Almanahul Literar” (unde a colaborat din primul an de studenție), iar din 1959 este redactor-șef (revista se va numi „Steaua” din 1954).
Clasificat drept „manierist” de către criticul Al. Piru,Gheorghe Grigurcu îl considera în 2009 „cel mai reprezentativ poet al grupării Steaua” și „cel mai mare poet în viață al Transilvaniei”.
A tradus din Saint-John Perse, Machado, Giorgos Seferis, Konstantinos Kavafis etc. 

## Scrieri
- Mesteacănul, 1953
- Focurile sacre, București, 1957
- La marginea deșertului Gobi, București, 1960
- Unde apele vorbesc cu pământul, București, 1961
- Jocul de-a stelele, București, 1963
- Stampe, 1964
- Pe înaltele reliefuri, Cluj-Napoca, 1967
- Cele mai frumoase poezii, Editura Tineretului, București, 1967
- Întâlniri cu scriitori, Editura Univers, București, 1968
- Elogii, București, 1968
- Turn cu ceas, 1971
- False proze, 1972
- Zeii asediați, Editura Albatros, București, 1972
- Trei poeți, Editura Dacia, Cluj-Napoca, 1972
- În inima lui Yamato. 9 priviri lirice asupra Japoniei, Editura Albatros, București, 1973
- Micropoeme și alte poezii, 1975
- Întâlniri, Editura Univers, București, 1976
- Cuvinte deasupra vămii, București, 1976
- Grecia - călătorie incompletă, Editura Albatros, București, 1978
- Omul de zăpadă, 1978
- Septentrion, Cartea Românească, București, 1980
- Flori din cuvinte, Editura Eminescu, București, 1980
- Versuri, Colecția "Poeți români contemporani", Editura Eminescu, București, 1982
- Oameni de aer. Proze, Cartea Românească, București, 1983
- Mișcare de revoluție. Versuri, Editura Dacia, Cluj-Napoca, 1985
- Ritualuri. Versuri, Cartea Românească, București, 1987
- Efigii. Studii literare, Editura Eminescu, București, 1989
- Zodiac, 1991
- În povești cu Ion Creangă, 1994
- Andrei Mureșanu în răsăririle magicului, Editura Dacia, Cluj-Napoca, 1996
- Gutui japonez, 1996
- Seară cu versuri în lectura autorilor, 1997
- EXPO 99: De la Olahus la Emil Cioran, Cartea Românească, București, 1999
- Portrete la zile mari, Editura Eminescu, București, 2000
- Școli, Editura Atos, București, 2000
- Piatra scrisă, Editura Dacia, Cluj-Napoca, 2002
- Lucruri și stele, Editura Palimpsest, București, 2003
- Alcinous și zarva pețitorilor, Editura Limes, Cluj-Napoca, 2003
- Octavian Goga cenzurat, Editura Dacia, Cluj-Napoca, 2004
- Tesoros, Editura Limes, Cluj-Napoca, 2005

### Antologii
- Testament - Antologie de Poezie Română Modernă / Testament - Anthology of Modern Romanian Verse ediția a doua (versiune bilingvă română/engleză) - antologator și traducător Daniel Ioniță, cu Eva Foster, Rochelle Bews, și Prof.Dr.Daniel Reynaud - Editura Minerva, Ianuarie 2015. ISBN 978-973-21-1006-5

- Streiflicht – Eine Auswahl zeitgenössischer rumänischer Lyrik (81 rumänische Autoren), - "Lumina piezișă", antologie bilingvă cuprinzând 81 de autori români în traducerea lui Christian W. Schenk, Dionysos Verlag 1994, ISBN 3980387119

## Premii și distincții
- Premiul Academiei pentru poezie (1969)
- Premiul pentru traducere al Uniunii Scriitorilor din România (1971)
- Premiul "Opera Omnia" al Filialei Cluj a USR (2000)
- Cetățean de onoare al orașului Bistrița (2005)[5]

### Distincții
- Ordinul Muncii clasa a III-a (12 august 1959) „pentru activitate rodnică în dezvoltarea științei și culturii din Republica Populară Romînă”[6]
- Ordinul Meritul Cultural clasa a III-a (20 aprilie 1971) „pentru merite deosebite în opera de construire a socialismului, cu prilejul aniversării a 50 de ani de la constituirea Partidului Comunist Român”[7]